# Wyszynki
Wyszynki (prononciation : [vɨˈʂɨnki]) est un  village polonais de la gmina de Budzyń dans le powiat de Chodzież de la voïvodie de Grande-Pologne dans le centre-ouest de la Pologne.
Il se situe à environ 13 kilomètres à l'ouest de Budzyń (siège de la gmina), 13 kilomètres au sud-ouest de Chodzież (siège du powiat), et à 55 kilomètres au nord de Poznań (capitale de la Grande-Pologne).

## Histoire
De 1975 à 1998, le village faisait partie du territoire de la voïvodie de Piła.

Depuis 1999, Wyszynki est situé dans la voïvodie de Grande-Pologne.